# 帕里馬-塔皮拉佩科國家公園
帕里馬-塔皮拉佩科國家公園是委內瑞拉的國家公園，位於該國南部，由亞馬遜州負責管轄，始建於1991年6月，面積39,000平方公里，是全球第五大國家公園。